# 1809 în literatură
Anul 1809 în literatură a implicat o serie de evenimente și cărți noi semnificative.  

## Cărți noi
- Thomas Campbell - Gertrude of Wyoming
- François-René de Chateaubriand - The Martyrs
- Catherine Cuthbertson - Romance of the Pyrenees
- Maria Edgeworth - Ennui and Manoeuvering
- Sophia Frances - Angelo Guicciardini
- Johann Wolfgang von Goethe - Elective Affinities
- Madame Stéphanie de Genlis - Alphonso
- Anne Grant - Memoirs of an American Lady
- Sarah Green - Tales of the Manor
- J. P. Hunt - The Iron Mask
- Washington Irving - A History of New York
- Ivan Kriloff - Fables
- Catherine Manners - The Lords of Erith
- Mary Meeke - Laughton Priory
- Hannah More - Coelebs in Search of a Wife
- Mary Pilkington - The Mysterious Orphan
- Anna Maria Porter - Don Sebastian
- Richard Sicklemore - Osrick
- Louisa Stanhope - The Age We Live In
- Elizabeth Thomas - Monte Video
- Sarah Wilkinson - The Mysterious Novice
- Henrietta Maria Young - The Novitiate de Roussillon